# Brüder Khayami
Die Brüder Khayami, Ahmad Khayami (* 1924 in Maschhad; † März 2000) und Mahmood Khayami (* 7. Januar 1930 in Maschhad; † 28. Februar 2020 in Los Angeles, Kalifornien) waren Pioniere der iranischen Automobilindustrie.

## Jugend
Ahmad und Mahmood Khayani kamen in Maschad als Söhne des Hajid Ali Akbar Khayami zur Welt. Die Brüder gingen in Maschhad zur Schule, die sie mit der mittleren Reife abschlossen. Nach einigen Jahren als Gelegenheitsarbeiter hatten sie genug Geld gespart, um ihr eigenes Geschäft zu gründen. Sie beschlossen Mitte der 50er Jahre ihr Geld in eine Autowaschanlage mit angeschlossener Autowerkstatt zu investieren. In dieser Zeit wurde der erste reguläre Busverkehr zwischen Teheran und Maschad aufgenommen. Bisher war ein Bus erst losgefahren, wenn alle Sitze besetzt waren. Jetzt gab es einen Fahrplan, den es einzuhalten galt, so dass die notorisch reparaturanfälligen, altersschwachen Busse oft in der Werkstatt der Khayani-Brüder standen, um rechtzeitig vor der Abfahrt wieder fahrbereit zu sein.   

## Mercedes-Benz Händler
Die Autoreparaturwerkstatt lief gut und die Brüder beschlossen, die Reparaturwerkstatt um einen Verkaufsraum für Automobile zu erweitern. Ahmad fuhr nach Teheran und überredete die Brüder Sudavar, die das alleinige Recht zum Import und Verkauf von Mercedes-Benz-Fahrzeugen im Iran hatten, ihnen einen Vertrag als Mercedes-Benz-Händler in Maschhad zu geben. Auch diese Investition erwies sich als ein finanzieller Erfolg, was die Brüder nach neuen Investitionsmöglichkeiten Ausschau halten ließ.

## Hersteller von Autobussen
Ahmad Khayani fuhr nach Deutschland zu Daimler-Benz. Er bot dem Konzern an, Bausätze für Busse zu importieren, die Bausätze im Iran zu montieren und den Aufbau des Fahrgastraums selbst zu produzieren und auf die Bausätze zu montieren. Zuvor hatten sich die Brüder Khayani mit Wirtschaftsminister Alinaghi Alikhani getroffen, um eine Genehmigung zum Bau von Bussen zu beantragen. Sie erklärten Alikhani, dass sie in ihrer Autowerkstatt ausreichend Erfahrung gesammelt hatten, wie man Busse repariert und wieder in Stand setzt. Und sie überzeugten den Wirtschaftsminister, dass es wirtschaftlicher sei, Busse im Iran zu bauen, als Busse in den Iran zu importieren.
Auch das Management von Daimler-Benz war man von der bisherigen Leistung der Brüder und ihrem Angebot beeindruckt und unterschrieb eine entsprechende Vereinbarung. Dass auch diese Investition sowohl für Daimler-Benz als auch für die Brüder Khayani ein Erfolg wurde, muss nicht weiter erwähnt werden.

## Die Gründung von Iran National
Mit der Weißen Revolution wurde von Mohammad Reza Pahlavi eine neue Phase der wirtschaftlichen Entwicklung Irans eingeleitet. Die Regierung förderte die Industrialisierung des Landes durch die Vergabe zinsgünstiger Darlehn, eine unternehmerfreundliche Steuerpolitik und hohe Einfuhrzölle. Die Brüder Khayani beschlossen, die Gelegenheit zu nutzen und im Iran eine eigene Automobilproduktion für eine preiswerte Mittelklasselimousine, den Paykan, aufzubauen. Die ursprüngliche Planung war auf eine Jahresproduktion von 7.000 Fahrzeugen ausgelegt, was sowohl vom iranischen Wirtschaftsministerium als auch von den Automobilimporteuren als viel zu optimistisch angesehen wurde. Doch die Brüder Kayani ließen sich nicht beirren. 1967 begann die Produktion mit zunächst aus Großbritannien angelieferten Teilen. Der Paykan basierte auf dem britischen Hillman Hunter. Der Paykan sollte in die Automobilgeschichte als das Auto eingehen, das seinem Käufer nach einigen Jahren Nutzung mehr Geld einbrachte, als er selbst für den Wagen bezahlt hatte. Zum Teil war dies der Inflation geschuldet, die im Iran herrschte. Auf der anderen Seite war die Nachfrage weit größer, als Iran National liefern konnte. 1978 wurden von 12.000 Arbeitern 136.000 Fahrzeuge jährlich produziert. Die Produktion lief in drei Schichten 24 Stunden am Tag und 7 Tage die Woche. Wurden zu Beginn noch 80 % der verwendeten Teile importiert, so waren es  1978 nur noch 20 %. Der Rest wurde im Iran selbst hergestellt. Die Automobilwerke der Gebrüder Khayami produzierten Busse, Lastkraftwagen und für die breite Masse erschwingliche Mittelklassefahrzeuge. 1977 wurde eine zweite Produktionslinie auf der Basis einer Peugeot-Limousine geplant. Die Zusammenarbeit mit Peugeot und Mercedes-Benz sollte weiter ausgebaut werden, und für beide Partner sollte der Iran das Zentrum der Automobilproduktion für den asiatischen Raum werden.

## Getrennte Wege
Mitte der 70er Jahre trennten sich die so erfolgreichen Brüder. Neben den Automobilwerken hatten sie eine Bank, die Industrial Bank, ein Versicherungsunternehmen und eine landesweit agierende Supermarktkette gegründet. Während sich Mahmood Khayani weiter um die Automobilproduktion kümmerte, übernahm Ahmad Khayani die übrigen Unternehmen. Als 1978 die iranische Wirtschaft von Streiks und Demonstrationen lahmgelegt wurde, bildeten die Unternehmen der Brüder Khayami keine Ausnahme. Sie verließen den Iran.
Iran National wurde nach der Islamischen Revolution verstaatlicht und in Iran Khodro umbenannt. Alle Rechte an der Produktion des Paykan wurden 1978 von Chrysler, die die Rootes-Gruppe übernommen hatte, an den Iran verkauft. Der Paykan wurde bis 2005 als iranisches Fahrzeug produziert. Die noch von Mahmood Khayami initiierte Zusammenarbeit mit Peugeot führte zum Aufbau von Produktionslinien für den Peugeot 206 und den Peugeot 405. Iran Khodro baut auch weiter diverse Lastkraftwagen in Lizenz der Daimler AG und MAN.     
Ahmad Khayami verstarb im März 2000. Mahmood Khayami verkauft wieder für Mercedes Fahrzeuge in Europa und den USA. Er unterhält eine Kunstsammlung und gilt als einer der reichsten Männer Großbritanniens. Im Juni 2007 spendete er der Labour Party 1 Mio. Britische Pfund.